# 옥간정
옥간정(玉磵亭)은 대한민국 경상북도 영천시 화북면에 있는 건축물이다. 1992년 7월 18일 경상북도의 유형문화재 제270호로 지정되었다.

## 개요
조선 숙종 때의 성리학자인 정만양·규양 형제가 제자를 육성하기 위하여 숙종 42년(1716)에 세운 정자이다.
그들은 이곳에서 학문을 연구하고 영의정 조현명을 비롯하여 정중기·정간 등 많은 학자를 배출하였다. 그 후 나라에서 여러 차례 관직을 권했으나 거절하고 학문에만 열중하였다.
앞면 3칸·옆면 4칸반 규모의 ㄱ자형 누각건물로 창호구성방법 등 특징을 잘 간직하고 있는 건물이다.

## 참고 자료
- 옥간정 - 국가유산청 국가유산포털